# Jimmy Witherspoon

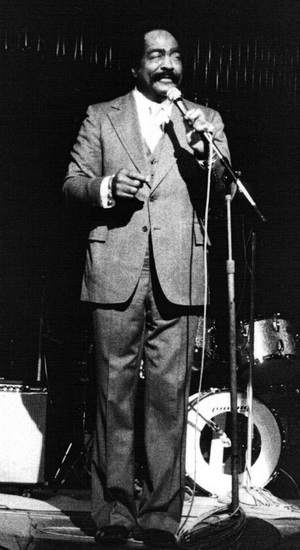
Jimmy Witherspoon im Juni 1976

Jimmy Witherspoon (* 8. August 1923 in Gurdon, Arkansas; † 18. September 1997 in Los Angeles, Kalifornien), eigentlich James Witherspoon, von seinen Fans einfach Spoon genannt, war ein US-amerikanischer Blues- und Jazz-Sänger. Im Laufe seiner Karriere soll er an über 200 Alben beteiligt gewesen sein. Zu seinen Hits gehören Blues Around the Clock, Some of My Best Friends are the Blues und Blue Spoon.

## Leben
Erste Aufmerksamkeit erregte Witherspoon als Sänger der Band von Teddy Weatherford in Kalkutta, Indien, die während des Zweiten Weltkriegs regelmäßig in Radiosendungen für die US-Armee zu hören war.
1945 machte Witherspoon seine ersten Aufnahmen mit der Band von Jay McShann. Seinen ersten Hit unter eigenem Namen, Ain't Nobody's Business, den er mit McShanns Band einspielte, hatte er 1949 in den R&B-Charts. Es folgten 1950 die Hits No Rollin' Blues und Big Fine Girl. Mitte der 1950er ließ der Erfolg nach, doch wurde das Album Jimmy Witherspoon at the Monterey Jazz Festival 1959 begeistert aufgenommen.
Witherspoon machte Aufnahmen und hatte Auftritte mit vielen Größen des Blues und Jazz, u. a. mit Ben Webster, Eric Burdon, Van Morrison, Count Basie, Alexis Korner, Earl Hines, Robben Ford, Bonnie Raitt und T-Bone Walker. Daneben trat er in einer Reihe von Kino- und TV-Filmen auf, z. B. Georgia mit Jennifer Jason Leigh  und The Big Easy.
In den 1980ern wurde bei Witherspoon Krebs festgestellt. Nach einer Operation erholte er sich und kehrte auf die Bühne zurück. 1997 erhielt er für das Album Live At The Mint eine Grammy-Nominierung.
Jimmy Witherspoon starb 1997 im Alter von 74 Jahren. 2008 wurde er in die Blues Hall of Fame aufgenommen.

## Diskografie

### Alben
| - 1959 Battle of the Blues, Vol. 3Deluxe - 1959 Jimmy Witherspoon & Jay McShann Black Lion - 1959 Singin' the Blues Blue Note - 1960 Jimmy Witherspoon at the Monterey Jazz Festival [live] - 1961 Spoon Collectables Records - 1961 There's Good Rockin' Tonight World Pacific - 1962 A Spoonful of Blues Who's Who in Jazz - 1962 Roots Collectables Records - 1962 Hey Mrs. Jones Collectables Records - 1962 RootsCollectables Records - 1963 Baby Baby Baby Bluesville/Original Blues Classics - 1963 Mean Old Frisco Prestige Records - 1963 Evenin' Blues Prestige/Original Blues Classics - 1963 Blues Around the Clock Obc - 1964 Some of My Best Friends Are the Blues Original Blues Classics - 1964 Blue Spoon Concord Jazz - 1964 Goin' to Chicago Prestige - 1965 Blues for Spoon and Groove Surrey - 1965 Spoon in London - 1966 Blue Point of View - 1966 Blues Box - 1966 Blues for Easy Livers Original Blues Classics - 1966 In Person Verve - 1967 The Blues Is Now Verve - 1968 Spoonful of Soul Verve - 1969 Blues Singer BluesWay - 1970 Handbags & Gladrags ABC Music - 1970 Huhh BluesWay - 1970 Ain't Nobody's Business The Dutch Swing College Band meets Jimmy Whiterspoon - 1971 Guilty United Artists Records - 1972 Live at the Monterey Jazz Festival - 1973 Groovin'& Spoonin' Original Music - 1974 Jimmy Witherspoon & Ben Webster Verve - 1974 Love Is a Five Letter Word Rhino - 1975 Spoonful Avenue (Rhino) - 1976 Live: Jimmy Witherspoon & Robben Ford Rhino - 1976 LiveCrossCut (Germany) - 1976 Black & White Blues (with Eric Burdon) A-Street Blues - 1980 Jimmy Witherspoon with Panama Francis & the Savoy Sultans Sings the Blues Muse - 1980 Spoon's Life Evidence | - 1981 Big Blues JSP - 1985 Patcha, Patcha, All Night Long Pablo - 1986 Midnight Lady Called the Blues Muse - 1988 Rockin' L.A. Fantasy - 1989 'Spoon Concerts Fantasy - 1990 Live at Condon's Who's Who in Jazz - 1991 Call Me Baby Night Train - 1992 Live at the Notodden Festival Blue Rock'It - 1992 The Blues, the Whole Blues & Nothing But the ... Buy Now! Indigo - 1993 Hot Licks: Ain't Nobody's Business Sound Solutions - 1993 Blowin' In From Kansas City Ace - 1994 Amazing Grace Delta Distribution - 1995 Spoon's Blues Stony Plain - 1995 Ain't Nothin' New About the Blues [live] Aim Records - 1995 Taste of Swing Time Tuff City Records - 1995 American Blues Rhino - 1996 Live at the Mint Private Music - 1996 'Spoon & Groove Rykodisc - 1997 Tougher Than Tough Blue Moon - 1997 Jimmy Witherspoon With The Junior Mance Trio Stony Plain - 1998 Jazz Me Blues: The Best Of Jimmy Witherspoon Prestige - 2000 Big Boss Man [live] Starburst Recordings - 2000 Jimmy Witherspoon with the Duke Robillard Band [live] Stony Plain - 2000 Same Old Blues Catfish - 2001 Goin' to Chicago Tim - 2001 Sings Blues Aim - 2002 Spoon Meets Pau Eureka - 2002 Goin' Around the Circles Past Perfect (UK) - 2003 Sings The Blues Sessions Ace - 2004 Very Best Of Jimmy Witherspoon: Miss Miss Mistreater Collectables - 2004 1948-1949 Classics - 2006 1950-1951 Classics - 2006 Ain't Nobody's Business SnapperLive - 2008 Live At The 1972 Monterey Jazz Festival Monterey Jazz Festival - 2009 Doctor Blues Blues Boulevard - 2009 Olympia Concert CD Baby - 2010 Live 59 |

### Videoalben
- 2003 20th Century Jazz Masters: Mel Torme/Jimmy Witherspoon/Carmen McRae/Lambert, Hendricks & Bavan
- 2003 Jimmy Rushing / Jimmy Witherspoon Jazz Casual
- 2009  Goin' Down Blues